# 今古賀中央公園
今古賀中央公園（いまこがちゅうおうこうえん）は、福岡県遠賀郡遠賀町今古賀にある公園である。

## 特徴
- JR鹿児島本線の近くにあり、そこを走る電車を見ることが出来る。
- 1.07ヘクタールもあり、開放感あふれる公園となっている。

## 設備
- 遊具（大型複合遊具・小型遊具・ターザンロープ）
  - 大型複合遊具には、遠賀川をイメージした「遠賀川エリア」と川の恵みによって育つ自然をイメージした「樹木エリア」がある。小型遊具は、幼児までを対象とした遊具である。
- 芝生の広場
- 駐車場（22台）
- トイレ